# Masarac
Masarac is een dorp en gemeente in de autonome regio Catalonië met een oppervlakte van 13 km². Het plaatsje ligt in de provincie Girona en het daarin gelegen deelgebied Alt Empordà. Masarac telt 289 inwoners (1 januari 2016).

## Geografie
De stad Girona, waar een vliegveld is, ligt op ongeveer 50 km van Masarac. Op ruim 150 km afstand ligt Barcelona. In het op 18 km gelegen Figueres is het dichtstbijzijnde spoorwegstation.

## Demografische ontwikkeling
Bron: INE, 1857-2011: volkstellingen
Opm.: In 1857 werd de gemeente Vilarnadal aangehecht

## Bezienswaardigheden
- Església de Sant Martí de Masarac (kerk)
- Monestir de Santa María de l'Om (klooster)
- Restes del castell de Vilarnadal (ruïne)